# NVIDIA高級渲染中心
Mental Images GmbH（简称：mental images）是一家位於德國柏林的電腦合成影像（CGI）軟體公司。2007年，NVIDIA收購該公司，並將其更名為NVIDIA高階渲染中心（NVIDIA Advanced Rendering Center，ARC）。該公司持續提供類似的產品與技術，為娛樂、電腦輔助設計、科學視覺化和建築領域提供藝術渲染和三維電腦圖形技術。
該公司於1986年4月由物理學家與電腦科學家羅爾夫·赫爾肯、漢斯-克里斯蒂安·黑格、羅伯特·赫迪克和沃爾夫岡·克呂格，以及經濟學家君特·安索格、法蘭克·施諾克爾和漢斯·彼得·普雷特納在德國柏林創立。該公司設立為有限責任公司與有限公司合夥企業（GmbH & Co. KG）。Mental Ray軟體專案於1986年啟動。渲染軟體的最初版本受到當時規模頗大的Mental Images商業動畫部門的影響、測試與使用。該部門由以下幾位視覺特效監督領導：1991年與1993年奧斯卡獎得主約翰·安德魯·伯頓（1986–1989）、2000年與2017年奧斯卡獎得主約翰·尼爾森（1987–1989），以及1996年與2000年奧斯卡獎提名者斯特芬·方邁爾（1988–1990）。
2003年，Mental Images完成一輪由ViewPoint Ventures和另一家大型國際私募股權投資者領投的投資。 
自2007年12月起，Mental Images GmbH成為NVIDIA公司的全資子公司。 公司總部位於柏林，並在舊金山（Mental Images Inc.）和墨爾本（Mental Images Pty. Ltd.）設有子公司，以及在斯德哥爾摩設有辦公室。被NVIDIA收購後，公司被更名為NVIDIA高階渲染中心（NVIDIA ARC GmbH）。

## 產品
Mental Images是渲染軟體Mental Ray、iray、 mental mill、RealityServer和DiCE的開發商。Mental Ray是一款製作級渲染引擎，被廣泛應用於多部電影，包括《浩克》、《駭客任務：重裝上陣》、《駭客任務完結篇：最後戰役》、《星際大戰二部曲：複製人全面進攻》、《明天過後》等，並在三十年間被廣泛使用。

## 電影作品
- 《Mental Images》[6]（1987年，在1987年電子藝術獎（Prix Ars Electronica）獲獎，4分鐘短片，展示當時的技術可能性）
- 《阿斯泰利克斯征服美洲（英语：Asterix_Conquers_America）》（1994年）（3D電腦動畫「風暴片段」與數位特效、軟體開發）
- 《Heaven》（2002年）（使用Mental Ray計算的影像）

## 外部連結
- 官方网站
- , 1987
- 技術奧斯卡：第75屆科學與技術獎 2002 / 2003
- mental images辦公室位於Kant Dreieck大樓
- , （原始内容存档于2002-11-22）